# Euclidia marginata
Euclidia marginata là một loài bướm đêm trong họ Erebidae.